# 第111战斗机中队 (美国海军)
第111战斗机中队（英語：Fighter Squadron 111 (VF-111)），也被称为“夕阳西下”、“落日”、“射日者”等，是美国海军中由两支中队合并而成的战斗机中队，服役期间从1942年到1995年。第一个中队，最初指定为VF-11，作为一个服役的太平洋舰队战斗机中队，直到它在1959年解体。在当时，另一个中队后假设指定其在1995年之前解体。2006年11月，VFC-13基韦斯特被改为VFC-111，绰号命名为“流浪汉”（Sundowner）作为其中队呼号并延用了其徽章。新成立的VFC-111为海军假想敌中队，使用战机为F-5.

## 另请参阅
- 美国海军历史
- 美国海军退役飞机中队列表
- 美国海军飞机中队列表